# Kyprej vrbice
Kyprej vrbice (Lythrum salicaria) je vzrostná, široce rozšířená vlhkomilná rostlina s růžovými květy, vytrvalý druh z rodu kyprej.

## Rozšíření

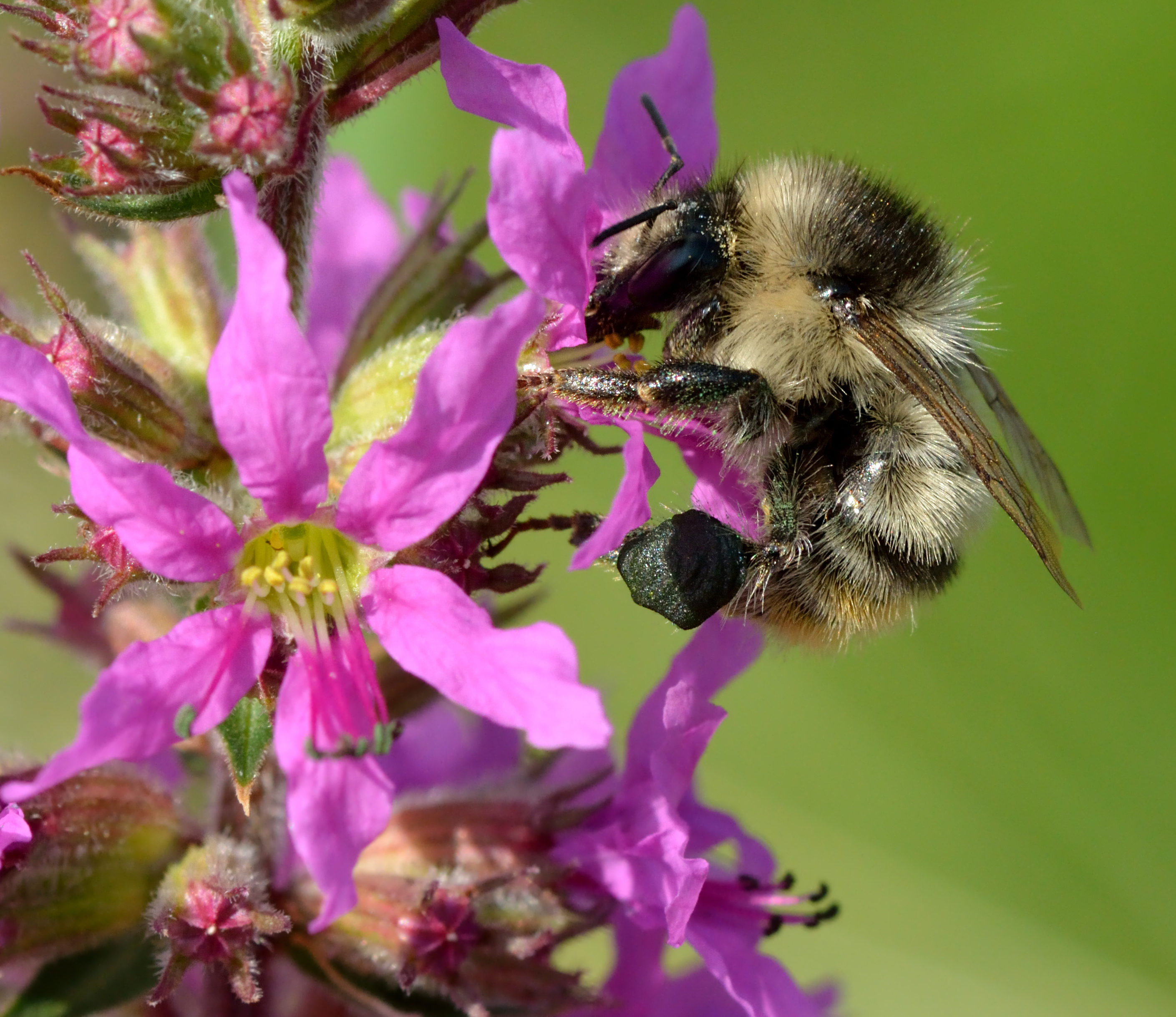

Druh je původem z euroasijského areálu, v Evropě se nevyskytuje pouze v severních oblastech nad 65. rovnoběžkou a ve vysokohorských polohách, zasahuje do Malé Asie a Íránu. Roste jak na ostrovech ve Středozemí, tak i na africkém kontinentu okolo Středozemního moře. Směrem na východ se vyskytuje izolovaně v Japonsku, Koreji a Číně. Byl zavlečen na jižní polokouli do Austrálie a na Nový Zéland, počátkem 19. století i do Severní Ameriky, do Spojených státu a Kanady a v Jižní Americe do Chile.
Tato vláhomilná rostlina obvykle vyrůstá na níže položených stanovištích, kterými se stávají různé zaplavované louky, okolí řek, potoků nebo vodních nádrží, pobřežní křoviny a rákosiny, mokřady, rašeliniště a jiné zamokřené plochy. Prospívají jí kyselé půdy a slunná stanoviště. Délka dne a teplota podstatně ovlivňuje její vzrůst i množství květů. Nejkratší doba světelné periody pro zdárný růst a kvetení je okolo 13 hodin a požadovaná teplota asi 20 °C, snížení těchto hodnot vede k zakrnění.
V České republice nacházíme kyprej vrbici do nadmořské výšky okolo 700 m roztroušeně, místy až hojně. Je diagnostickým druhem vysokostébelných společenstev podmáčených luk podsvazu Filipenduleniona svazu Veronico longifoliae-Lysimachion vulgaris.

## Popis
Statná vytrvalá rostlina, hemikryptofyt, se silným dřevnatým oddenkem, ze kterého vyrůstá jedna (v prvém roce) nebo více přímých ostře čtyřhranných lodyh, ve střední a horní části pýřitých, vysokých 0,3 až 2 m. Lodyhy mohou být jednoduché nebo již od báze rozvětvené, takže bylina s několika lodyhami může být široká téměř 1,5 m.
Lodyha je porostlá sytě zelenými přisedlými až poloobjímavými listy, které vyrůstají střídavě, vstřícně nebo po třech v přeslenech. Jejich čepele mají tvar vejčitý až kopinatý a směrem vzhůru se zmenšují i zeštíhlují, bývají dlouhé 3 až 10 cm a široké 2 až 2,5 cm, jsou celokrajné nebo jemně pilovité. Listeny jsou čárkovitě kopinaté a směrem k vrcholu se taktéž zmenšuji.
Tmavě růžové až červenofialové květy vyrůstající z úžlabí listenů v hořejší části lodyhy jsou sestaveny do dvou až šestikvětých vidlanů poskládaných v koncové klasy, které mohou dosáhnout délky i 1 m. Květy jsou trojtvárné, oboupohlavné, pravidelné, různočnělečné a šestičetné, mají trubkovitě zvonkovitou vytrvalou číšku na okraji porostlou asi 1 mm dlouhými trojúhelníkovými lysými lístky kalichu. Koruna má úzce kopinaté růžové až červenofialové lístky dosahující průměrné délky 10 mm. V květu je 12 tyčinek, střídavě vždy o něco málo delších a kratších, s nitkami přirostlými k vnitřní stěně češule. Dvoupouzdrý svrchní semeník, volně uložený na dně číšky, má upevněna vajíčka na střední semenici a na vrcholu je zakončen jednoduchou čnělkou s paličkovitou bliznou. Rostliny vykvétají v červnu až září, opylovány jsou čmeláky, včelami a motýly sajícími nektar.
U kypreje vrbice se vyskytuje různočnělečnost, rostliny vytvářejí tři druhy květů lišících se od sebe délkou čnělky i tyčinek. Čnělky mohou být krátké (1 – 2 mm), prostřední (4 – 6 mm), dlouhé (7 – 9 mm) a tyčinky krátké (3 – 5 mm), střední (6 – 8 mm), dlouhé (9 – 13 mm). Prvý typ květů má čnělku krátkou a 6 tyčinek dlouhých a 6 středních, druhý má čnělku střední a 6 tyčinek krátkých a 6 dlouhých a třetí čnělku dlouhou a 6 tyčinek krátkých a 6 středních. Na rostlině vyrůstají vždy jen květy jednoho druhu, souhrnně jsou ale v populaci všechny tři typy zastoupené stejnoměrně. Bylo zjištěno, že ze semen vzniklých opylením blizny čnělky o určité délce (krátká, střední, dlouhá) pylem z prašníku tyčinky o téže délce (krátká, střední, dlouhá) vyrostou nejvzrostlejší rostliny.
Plodem jsou podlouhle dvoupouzdré vejčité tobolky, ukryté ve vytrvalé číšce, které dozrávají postupně od spodu květenství a pukající dvěma chlopněmi. Tobolka obsahuje až 120 žlutavě hnědých semen.

## Význam
Kyprej vrbice se v minulosti používal v léčitelství. Sbíral se hlavně oddenek, obsahující hodně tříslovin, používaný k zastavení průjmu, při vnitřním krvácení a zánětu žaludku a střev a natě se užívalo na obklady nehojících se ran. Ze šťávy z kořenů se získávalo červené barvivo na látky a z květů barvivo potravinářské. V současnosti se kyprej vrbice ekonomicky nevyužívá.
Občas se pěstuje i v okrasných zahradách, kde zbaven konkurenčních rostlin může spolehlivě růst i na sušších stanovištích než ve volné přírodě, tam na suchu bývá přerosten a zastíněn konkurenčními rostlinami a jeho atraktivní vzhled zaniká. V přírodě ČR není kyprej vrbice chráněn ani považován za škodlivý plevel.

## Invazivní rostlina
Ve Spojených státech byl kyprej vrbice poprvé zaregistrován na východním pobřeží v roce 1814 a teprve zhruba za sto let se začal lavinovitě šířit. Roku 1985 již byl dokumentován v mokřadech všech státu USA a na jihu Kanady, všude tam výrazně ovlivňuje strukturu rostlinstva a je hrozbou pro společenstva domácí vegetace. Vysvětluje se to morfologickými a fenologickými charakteristikami, např. že rostlina je mohutnější a vyšší, má více hlavních větví a vykvétá později než domácí druhy a vytváří kompaktní porosty. Druhou z hypotéz je možnost, že díky nepřítomnosti přirozených herbivorů a patogenů v novém prostředí netrpí okusem a nemocemi, a proto lépe prosperuje. Dalším názorem je, že invazivnost je výsledkem evolučního přizpůsobení novým přírodním podmínkám, neboť se začal šířit až po stu létech od zavlečení, nebo následek hybridizace s domácím druhem  Lythrum alatum.
Výsledkem výše uvedeného explozivního šíření je zařazení kypreje vrbice mezi 100 světově nejhorších invazivních druhů.

## Galerie

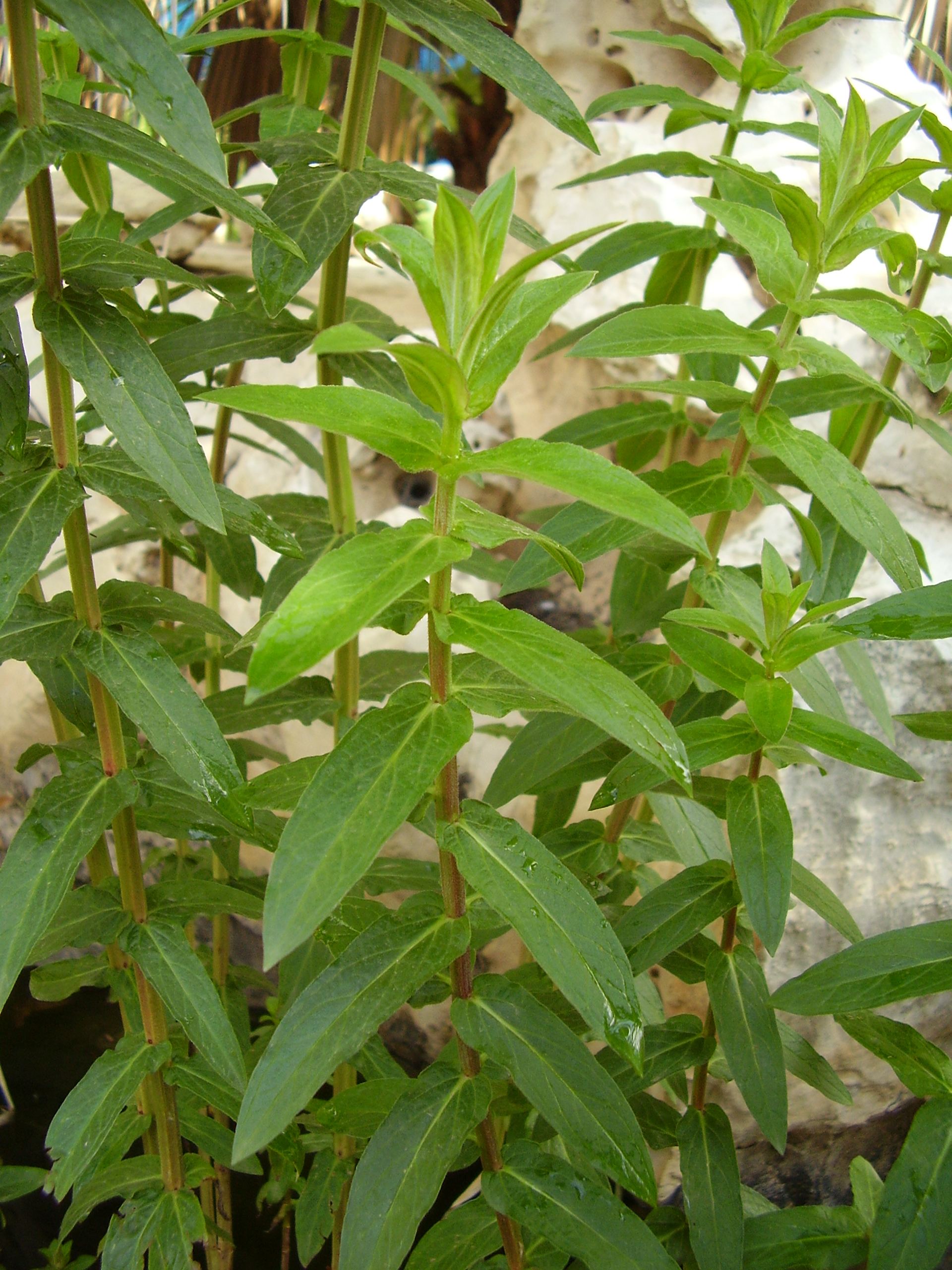
Listy
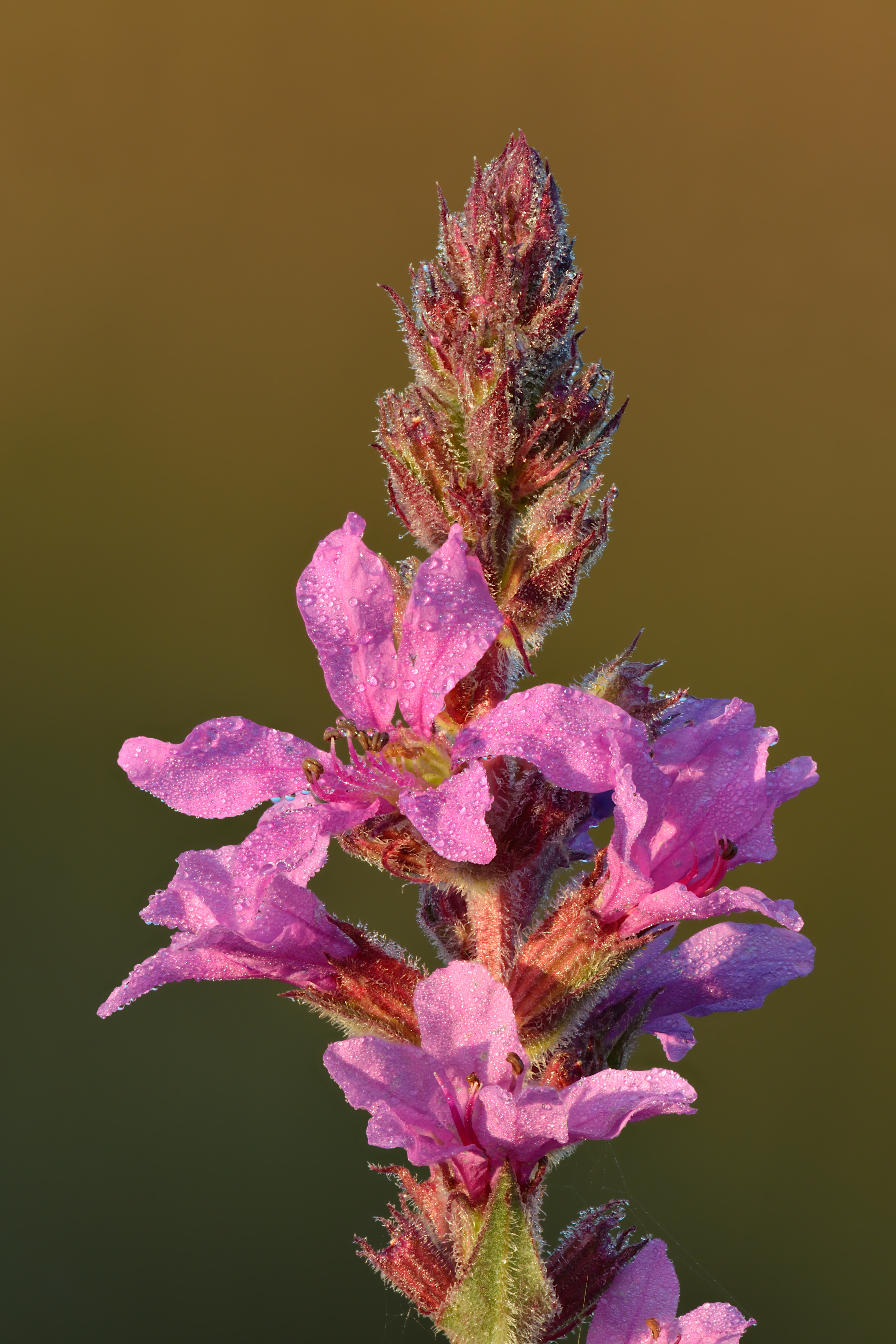
Květ
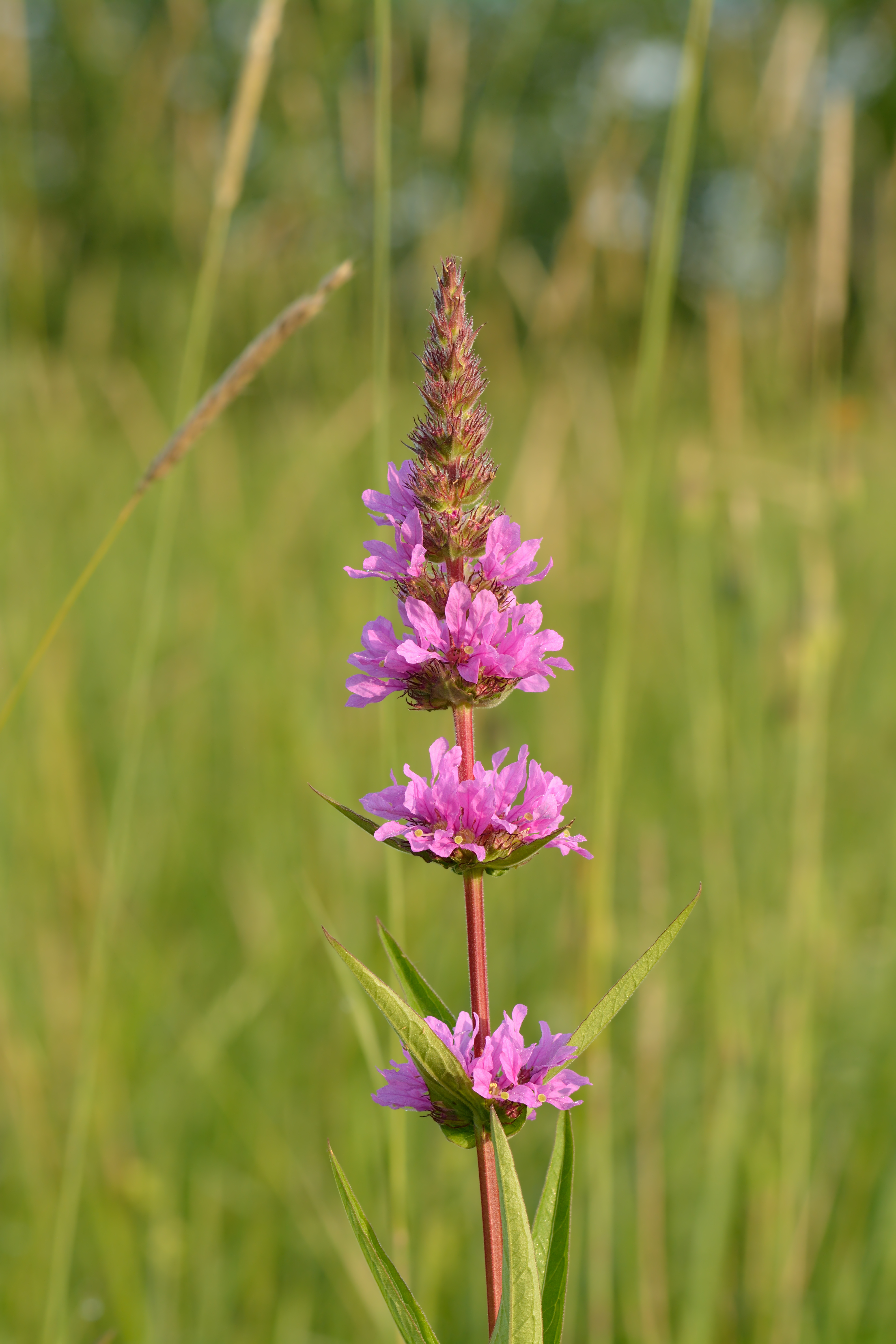
Květenství
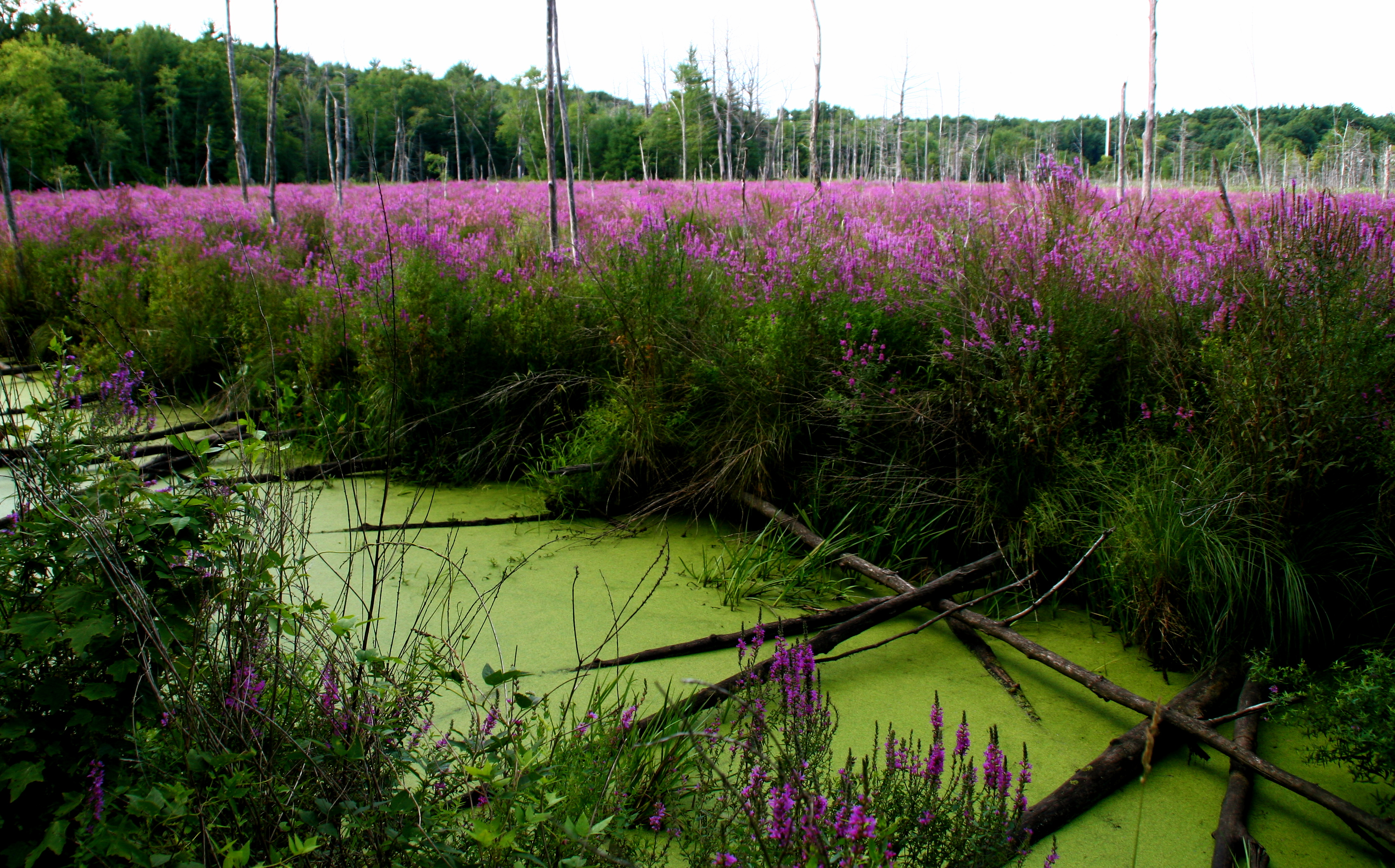
Invaze v Massachusetts (USA)